# Kristián Hynek (cyklista)
Kristián Hynek (* 19. května 1980) je bývalý český cyklista. Závodil na horských kolech v cross-country i v maratonu. Jeho největším úspěchem kariéry je vítězství v etapovém závodě dvojic Cape Epic, který ovládl v roce 2014 s německým bikerem Robertem Mennenem.
V současné době působí jako manažer v maratonském týmu Canyon Northwave MTB.